# Lake Station
Lake Station – miasto w Stanach Zjednoczonych, w stanie Indiana, w hrabstwie Lake.